# Der Plan
Der Plan ist eine deutsche Band der elektronischen Musik, die Anfang 1979 ursprünglich unter dem Namen Weltaufstandsplan in Düsseldorf von Moritz Reichelt alias Moritz R®, Kai Horn und Frank Fenstermacher gegründet wurde. Die Band gilt als einer der Wegbereiter der Neuen Deutschen Welle.

## Bandgeschichte
Kai Horn stieg bereits 1979 vor den ersten Aufnahmen aus und gründete die Avant-Gruppe Klang Da, die durch die Veröffentlichungen des Cassettenlabels Klar!80 bekannt wurde. Zusammen mit Christian „Chrislo“ Haas und Robert Görl (beide Deutsch Amerikanische Freundschaft) wurde eine erste Single eingespielt. Die Aufnahmen entstanden während einer Jam-Session im Übungskeller und wurden auf einem Kassetten-Diktiergerät mitgeschnitten. Zusammenschnitte davon wurden 1979 als EP veröffentlicht und in einer Auflage von 1.500 Stück in Eigenregie herausgebracht. Dies war der Startschuss für das Plan-eigene Label Warning Records, das später in Ata Tak umbenannt wurde. Diese ersten Aufnahmen erinnerten an Throbbing Gristle und die Frühphase der US-Formation Chrome.
Wenig später stieß Kurt Dahlke alias Pyrolator (Ex-Deutsch-Amerikanische-Freundschaft) zur Formation. Unter seinem Einfluss begann die Gruppe deutlich musikalischer und weniger experimentell zu werden. Das 1980 veröffentlichte Debütalbum Geri Reig fiel jedoch noch sehr experimentell aus. Hier waren Einflüsse von Bands wie The Residents und Kraftwerk erkennbar. Einige Titel wurden von der Gruppe bewusst „unhörbar“ gestaltet, um musikalische Grenzen auszuloten. Die Ende 1980 veröffentlichte Single Da vorne steht ’ne Ampel war deutlich eingängiger.
Damit beschritt die Gruppe musikalisch einen Weg, den sie später als „elektronischen Schlager“ bezeichnete. Tatsächlich wurde die Single einer der ersten Hits der Neuen Deutschen Welle, und der Plan bekam nun Vertragsangebote von großen Plattenfirmen. Jedoch beschloss man, unabhängig zu bleiben, und ging nur eine Kooperation mit Teldec ein, welche die Single nochmals herausbrachte. 1981 folgte die LP Normalette Surprise, auf der die Gruppe weitere „elektronische Schlager“ präsentierte und damit ihren eigenen Stil prägte.
1982 engagierte der Regisseur Rainer Kirberg die Gruppe für seinen Film Die letzte Rache. Der Plan schrieb nicht nur den Soundtrack für den Film; Moritz R® gestaltete die surrealistischen, teilweise an den Film Das Cabinet des Dr. Caligari erinnernden Kulissen, während Frank Fenstermacher eine kleine Rolle als Schauspieler hatte. Der Film wurde vom ZDF im Rahmen des Kleinen Fernsehspiels ausgestrahlt und erhielt gemischte Kritiken. Die Musik dazu war deutlich experimenteller und weniger eingängig als die vorangegangenen Werke.
1984 brachte die Gruppe zwei weitere Singles heraus. Gummitwist wurde nicht der erwartete Hit, doch schaffte es die Gruppe damit in die Musiksendung Formel Eins. Kurz darauf folgte die Doppelsingle Golden Cheapos, auf der sich drei Instrumentalstücke befinden und die Hinwendung der Band zu einer musikalischen Richtung markierte, die später als Easy-Listening-Revival bzw. Lounge bekannt wurde. Es folgte eine erfolgreiche Japan-Tournee, die auf Video (JaPlan) festgehalten wurde. Speziell für den japanischen Markt wurde ebenfalls unter dem Namen JaPlan eine LP mit einigen in Deutschland unveröffentlichten Stücken herausgebracht, und 2002 als CD wiederveröffentlicht.
In Deutschland erschien 1985 die Kompilation-LP Fette Jahre, die aus Single-Tracks, Outtakes sowie aus Neuaufnahmen bekannter Stücke besteht. Das selbstironische Cover dazu zeigt die Gruppe verkleidet als Obdachlose im Park. Neues Material erschien 1987 mit Es ist eine Fremde und seltsame Welt. Der Titel stammt aus dem Film Blue Velvet des Regisseurs David Lynch. Auffällig ist das ganz in schwarz gehaltene Cover der LP. Der auf diesem Album vertretene Song 1 Mann 1 Ball wurde wenig später von Der wahre Heino gecovert. Mit dem Aufkommen der Compact Disc beschloss die Gruppe, eine Best-Of-Veröffentlichung als CD herauszubringen, die 1988 unter dem Titel Perlen erschien.
Label- und Vertriebsarbeit hatten schon frühzeitig die Konzentration der Band auf die Musik beeinträchtigt. Als Reaktion auf unterschiedliche Auffassungen über künstlerische Prioritäten verließ Moritz R® 1983 Ata Tak und zog nach Hamburg. Seither war Der Plan kein Vollzeitprojekt mehr, sondern traf sich gelegentlich zu sporadischen Aktivitäten. 1989 erschien mit Die Peitsche des Lebens eine weitere Platte, die stellenweise etwas düsterer ausfiel als vorangegangene Werke. 1993 folgte das Album Live at the Tiki Ballroom…, dessen Erstauflage eine Mini-CD mit „Techno“-Versionen einiger Plan-Titel beinhaltete. Danach zerbrach die Formation.
Moritz R® widmete sich nun wieder mehr der Malerei und verarbeitete seine Erlebnisse mit Der Plan in dem Buch Der Plan – Glanz und Elend der Neuen Deutschen Welle. Seit 2020 betreibt er in Berlin und Potsdam eine eigene Galerie namens chakchak art shop und veröffentlichte 2021 sein erstes Solo-Album mit dem Titel "Nach Herzenslust". Pyrolator und Frank Fenstermacher gründeten wenig später die Trance-Formation A Certain Frank und wirken seit 2002 (erneut) bei den Fehlfarben mit.
Im Jahr 2003 wurde Der Plan von Moritz R®, Achim Treu und JJ Jones in Berlin als Der Plan 4.0 neu gegründet. Es folgte 2004 das Album Die Verschwörung.
Bei den Partys zum 50. Geburtstag von Andreas Dorau in Hamburg und Berlin im Januar 2014 spielte Der Plan erstmals seit 22 Jahren wieder in der Haupt-Formation Moritz R®, Pyrolator und Fenstermacher jeweils ein kurzes Set.
Im Mai 2017 erschien die Single Gefährliche Clowns und im Juni desselben Jahres das Album Unkapitulierbar.
Im November 2018 trat Der Plan im Kampnagel in Hamburg auf.
Im April 2021 erschien auf dem Label Bureau B das Album „Die Fanuks - Save Your Software!“, auf dem u. a. Aufnahmen aus dem Jahre 1988 veröffentlicht wurden, die für einen Liveauftritt bestimmt waren, der jedoch nie stattgefunden hatte. Zusammen mit neuen stilistisch an das Konzept einer Roborterband angelehnten Songs enthält die Platte eine detaillierte Darstellung ihrer Entstehungsgeschichte, die auf der 2. Seite auch durch eine hörspielartige Erzählung ergänzt wird.
Im November 2023 führte Der Plan in Düsseldorf seine komplette erste LP „Geri Reig“ in extra hierfür gestaltetem Bühnenbild im Rahmen des „Lieblingsplatte“-Festival des ZAKK auf.
Im Juli 2024 trat Der Plan im Rahmen des öffentlichen „Eine Strasse“-Festivals in einer Düsseldorfer Cocktailbar mit einem musikalisch völlig neuen Konzept auf, das „Easy Listening“-Versionen der bekannten Songs im Jazz-Stil beinhaltete.

## Diskografie
- 1979: Der Plan (EP)
- 1980: Geri Reig (LP/CD)
- 1980: Da vorne steht ’ne Ampel (Single)
- 1981: Normalette Surprise (LP/CD)
- 1982: Arbeit Liebe Brot Einfachheit Tod (Single, Beilage zum Sampler Fix Planet)
- 1982: Die letzte Rache (LP/CD)
- 1984: Gummitwist (Single/Maxi)
- 1984: Golden Cheapos (DoSingle)
- 1984: Japlan (LP/CD Japan Release)
- 1985: Fette Jahre (LP)
- 1987: Es ist eine fremde und seltsame Welt (LP)
- 1988: Perlen (Best-Of-CD)
- 1991: Die Peitsche des Lebens (LP/CD)
- 1993: Live at the Tiki Ballroom of the Senior Maoris Recreation Center in Maketu, Bay Of Plenty, New Zealand (CD)
- 1993: Pocket (Mini-CD, Beilage zur Live-CD)
- 2004: Die Verschwörung (LP/CD)
- 2016: Deutschland, bleiche Mutter (Single)
- 2016: Gefährliche Clowns (Single, Limited Edition)
- 2017: Unkapitulierbar (LP/CD)
- 2021: Save Your Software (Fanuks) (LP/CD)